# گای فاکس (فیلم)
گای فاکس (انگلیسی: Guy Fawkes) یک فیلم به کارگردانی موریس الوی است که در سال ۱۹۲۳ منتشر شد.